# لجنة شؤون الإعلام
لجنة شؤون الإعلام (1917-1919)، وتعرف أيضًا بالسي بي آي أو لجنة الكريل، كانت وكالة مستقلة عن حكومة الولايات المتحدة في ظل إدارة ويلسون، وأُنشئت بغرض التأثير على الرأي العام لدعم الولايات المتحدة في الحرب العالمية الأولى، وعلى وجه الخصوص الجبهة الداخلية الأمريكية.
استخدمت اللجنة فيما يزيد قليلًا عن 26 شهرًا (من 14 أبريل، 1917، إلى 30 يونيو، 1919) جميع الوسائل المتاحة لإثارة الحماس وحشد الدعم العام ضد المحاولات الخارجية والمحلية المبذولة لإيقاف مشاركة أميركا في الحرب. تعد مثالًا بارزًا عن الدعاية في الولايات المتحدة.

## التاريخ التنظيمي

### التأسيس
أسس الرئيس وودرو ويلسون (الرئيس الثامن والعشرين) لجنة شؤون الإعلام (سي بي آي) من خلال الأمر التنفيذي رقم 2594 في 13 أبريل عام 1917. تألفت اللجنة من جورج كريل (رئيسًا) ومن الوزراء التاليين بوصفهم أعضاء بحكم منصبهم: وزير الدولة (روبرت لانسينغ)، وزير الحرب (نيوتن دي بيكر)، وزير البحرية (جوزيفيوس دانييلز). كانت اللجنة أول دائرة تابعة دولة تغطي الدعاية في تاريخ الولايات المتحدة.
استعجل كريل ويلسون لإنشاء وكالة حكومية لتنسيق “ليس الدعاية مثلما عرفها الألمان، وإنما الدعاية في المعنى الحقيقي للكلمة، أي “نشر الإيمان”. كان صحفيًا لديه سنوات من الخبرة في صحيفة ذا دنفر بوست وصحيفة ذا روكي ماونتن نيوز قبل قبوله تعيين ويلسون له في منصبه في الوكالة. كان علاقته شائكة مع الوزيرلانسينغ.
البنية التنظيمية
كان للمؤسسة خلال فترة وجودها أكثر من عشرين مكتب وقسم، مع مكاتب مفوضة في تسع دول أجنبية.
تأسس كل من قسم الأخبار وقسم الأفلام للمساعدة على إيصال رسالة الحرب. بدأت الصحيفة اليومية الخاصة باللجنة، التي سميت نشرة الأنباء الرسمية، بثماني صفحات وتطورت لتصبح 32 صفحة. كانت توزع لجميع الصحف، ومكاتب البريد، والمكتب الحكومي والقاعدة العسكرية. كانت تؤلف القصص لبث الأخبار الإيجابية. على سبيل المثال، روجت اللجنة لصورة للقوات الأمريكية المدرعة جيدًا وهي تتحضر لمواجهة الألمان، والتي تم تكذيبها بسبب الظروف التي ذكرها أعضاء الكونغرس الذين يزورون البلاد. أصدرت اللجنة ثلاثة أفلام طويلة هي: صليبيو بيرشينغ (مايو، 1918)، الجواب الأمريكي (إلى الجندي الألماني) (أغسطس، 1918)، وتحت أربعة أعلام (نوفمبر، 1918). كانت هذه الأفلام عبارة عن محاولات بسيطة لإثارة إعجاب المشاهد بمقتطفات من اللقطات من الجبهة الأمامية، وكانت أقل إثارة بكثير من إخراج هوليوود “الخيالي بشكل فظ” في الفترة نفسها.
أنشأ كريل قسم خاص للدعاية التصويرية للوصول إلى الأمريكان الذين ربما لا يقرأون الصحيفة، أو يحضرون الاجتماعات أو يشاهدون الأفلام. أنتج القسم 1438 تصميمًا لملصقات الدعاية، وأزرار البطاقات والرسوم المتحركة، إضافة إلى 20000 صورة فانوس (شرائح) لاستخدامها في الخطابات. كان تشارلز دانا غيبسون أشهر مصور في أمريكا- وداعمًا شديدًا للحرب. عندما طلب منه كريل مجموعة من الفنانين للمساعدة في تصميم الملصقات للحكومة، كان متحمسًا جدًا للمساعدة. جُمع مصورون مشهورون مثل جيمس مونتغومري فلاغ، وجوزيف بينيل، ولويس دي فانشر، وإن سي ويث لصنع بعض أكثر صور الحرب العالمية الأولى الأكثر ديمومة.